# Slag bij Kaap Rhium
De Slag bij Rhium was een zeeslag tijdens de Peloponnesische Oorlog tussen een Atheense vloot onder leiding van Phormio, en een Peloponnesische vloot samengesteld uit schepen van verschillende stadstaten, elk met zijn eigen generaal. De slag begon toen de Peloponnesische vloot, die 47 triremen telde, probeerde de noordelijke kant van de Golf van Patras te ronden om Akarnanië aan te vallen om steun te bieden aan een aanval in Noordwest-Griekenland. Phormio's vloot viel de Peloponnesiërs aan toen ze deze golf aan het ronden waren.
Het grootste obstakel voor de Peloponnesische schepen was dat velen niet waren uitgerust als gevechtsschepen, maar als transportschepen. Ze hielden een defensieve houding aan; ze maakten een cirkel (κυκλος) met de rammen van de schepen naar buiten gericht. Phormio, die het voordeel had wegens de meer ervaren bemanning van zijn vloot, zeilde rond de Peloponnesiërs, om hen dichter bij elkaar te drijven tot ze elkaar begonnen te hinderen. De Atheners vielen plotseling aan, jaagden de Peloponnesiërs op de vlucht en veroverde 12 schepen. 

## Achtergrond
De zomer van 429 v.Chr. werd gemarkeerd door een Peloponnesisch offensief in Noordwest-Griekenland. De Spartanen en hun bondgenoten hoopten om veel Atheense bondgenoten als Akarnanië, Zacynthus en Cephallenia ongevaarlijk te maken voor de rest van het verloop van de oorlog, en misschien zelf de Atheense basis bij Naupaktos in te nemen. De Spartaan Knemos werd als commandant van deze campagne aangesteld. Hij begon zijn campagne tegen Akarnanië met 1.000 Spartaanse hoplieten. Hij stak de Korinthische Golf over zonder opgemerkt te worden door Phormio. Nadat hij zijn leger met 2.000 geallieerde troepen had samengevoegd, viel hij Stratos aan, een Akarnanische bondgenoot. De Akarnaniërs deden een beroep op Phormio voor hulp, maar hij weigerde om Naupaktos onverdedigd achter te laten.
Ondertussen werd de Peloponnesische vloot geconfronteerd met overstekende troepen naar de zuidkuist van Akarnanië om te voorkomen dat ze zich bij de binnenlandse troepen zouden voegen. Toen de Peloponnesiërs naar het westen gingen langs de zuidkust van de Golf van Korinthe, volgde de Atheense vloot hem langs de noordelijke kust. De Peloponnesiërs, met 47 schepen, waren niet erg bezorgd over de 20 schepen aan de overkant van de golf, maar ze meerden voor de veiligheid toch niet aan en gingen door de straat tussen Rhium en Kaap Antirrhium, omdat ze hun achtervolgers wilden afschudden. Dit manoeuvre mislukte, omdat de Atheners dit opmerkten en ze extra snel begonnen te varen. Hierdoor konden ze de Peloponnesiërs aanvallen in het open water.

## Verloop

Phormio's strategie: De Atheners (rood) zeilen rond de Peloponnesische schepen (zwart). De Atheners riskeren een plotselinge aanval door hun flanken bloot te stellen aan de vijand, maar ze drukken de Peloponnesische cirkel samen en zaaien onrust in de Peloponnesische gelederen.

Hoewel de Peloponnesische vloot groter was dan de Atheense, waren veel van deze schepen uitgerust als transportschepen in plaats van als gevechtsschepen.Toen de Atheners naderden, bevalen de Peloponnesische commandanten om hun schepen in een cirkel op te stellen, met hun rammen vooruit, als verdediging. In het centrum van de cirkel werden kleinere boten verzameld en de snelste triremen, om een gat in de cirkel snel te kunnen vullen. 
Phormio koos ervoor om deze opstelling aan te vallen door een riskante tactiek toe te passen. Hij leidde zijn schepen, in een lijn, in een steeds kleiner wordende cirkel rond de Peloponnesiërs. Zo dreef hij hen telkens dichter bij elkaar. Deze tactiek maakte de Atheners zeer kwetsbaar tegen een snelle aanval, omdat ze zo hun flank zeer kwetsbaar opstelden. 
Op dit moment werd Phormio geholpen door zijn kennis van de lokale weersomstandigheden, die hem hadden geleerd dat de wind gewoonlijk bij zonsopkomst vanuit de golf zelf blies. Omdat hij verwachtte dat deze wind de onervaren Peloponnesiërs zou hinderen, wachtte hij tot dit moment om aan te vallen. Zoals verwacht dreef de wind de Peloponnesische schepen samen. Verwarring was alom vertegenwoordigd binnenin de cirkel, met roepende en vloekende bemanningsleden, roeispanen die braken tussen de schepen en bemanningen die probeerden de schepen van elkaar weg te duwen met stokken. Op dit moment vielen de Atheners aan. De Peloponnesiërs vluchtten onmiddellijk; ze verloren 12 schepen aan de achtervolgende Atheners.

## Nasleep
Op hun terugweg naar hun basis bij Korinthe, kwam de Peloponnesische vloot Knemos tegen, die zich terugtrok na een nederlaag bij Stratos. Knemos schaamde zich zeer diep over deze nederlaag en het was ook voor de Spartanen in het algemeen een beschamende nederlaag. Hun eerste poging om een aanval vanaf zee te lanceren eindigde in een schande. De overwinning van de Atheners maakte geen eind aan de aanvallen vanaf de Korintische Golf. In een mum van tijd konden de Spartanen een grotere vloot verzamelen, deze keer een van 77 triremen. De 20 versterkende schepen voor Phormio die onderweg waren, werden naar Kreta gestuurd. Phormio's 20 schepen moesten dus helemaal zelf een confrontatie aangaan, en konden slechts nauwelijks de Atheense dominantie in de Golf van Korinthe bewaren bij de Slag bij Naupaktos.